# Biologija u 1957.
◄◄ | ◄ | 1912. | 1913. | 1914. | 1915.  | 1916. | 1917. | 1918. | ► | ►►
Arhitektura • Astronomija • Biologija • Film • Fotografija • Glazba • Kazalište • Kemija • Kiparstvo • Knjige • Književnost • Kršćanstvo • Meteorologija • Medicina • Planinarstvo • Politika • Pravo • Promet • Slikarstvo • Strip • Šport • Televizija • Znanost • Zrakoplovstvo • Željeznički promet
Biologija u 1915.

## Svijet

### Smrti
- 26. listopada − Gerty Theresa Cori, češko-američka biokemičarka (* 1896.)

## Vanjske poveznice
|  | Zajednički poslužitelj ima još gradiva o temi Biologija |